# Vilusi (miasto Banja Luka)
Vilusi (cyr. Вилуси) – wieś w Bośni i Hercegowinie, w Republice Serbskiej, w mieście Banja Luka. W 2013 roku liczyła 125 mieszkańców.